# Пролетаровка (Омская область)
Пролетаровка — исчезнувшая деревня в Исилькульском районе Омской области. Располагалась на территории современного Боевого сельского поселения. Точная дата упразднения не установлена.

## География
Располагалась в 2 км к югу от посёлка Боевое.

## История
Основана в 1922 г. В 1928 г. посёлок Пролетаровка состоял из 30 хозяйств. В составе Пучковского сельсовета Исилькульского района Омского округа Сибирского края.

## Население
По переписи 1926 г. в посёлке проживало 155 человек (75 мужчин и 80 женщин), основное население — русские.